# Смирнов Олексій Іванович
Олексій Іванович Смирнов (нар. 19 травня 1976, Вербова, Вінницька область) — український державний діяч та прокурор, виконуючий обов'язки голови Луганської обласної державної адміністрації з 16 березня до 12 квітня 2023 року.

## Біографія
Олексій Смирнов народився у 1976 році в селі Вербова Томашпільського району. У 1997 році він закінчив юридичний факультет Східноукраїнського державного університету, та розпочав працювати помічником прокурора, пізніше заступником прокурора Слов'яносербського району. Далі Олексій Смирнов працював старшим прокурором відділу прокуратури Луганської області. У 2008—2015 роках Смирнов працював прокурором Слов'яносербського району. З 2015 року він працював заступником прокурора Луганської області. 24 лютого 2020 року розпорядженням голови Луганської обласної державної адміністрації Сергія Гайдая Олексій Смирнов призначений першим заступником голови обласної адміністрації. Після відставки Сергія Гайдая з посади голови обласної адміністрації 15 березня 2023 року Олексій Смирнов став виконуючим обов'язки голови Луганської обласної державної адміністрації. Тимчасовим керівником області Смирнов був до 12 квітня 2023 року, до призначення Артема Лисогора головою обласної військової адміністрації.